# Baidu Baike
Baidu Baike (百度百科 <enciclopedia Baidu>) es una enciclopedia colaborativa en chino mandarínpatrocinada por el motor de búsqueda chino Baidu. Inicialmente , llegó a ser próspera debido al bloqueo de la Wikipedia en chino. Baidu Baike tenía +26 millones de artículos a diciembre de 2022. Su principal competidor es la enciclopedia en línea es Baike.com.
Durante el periodo en el que el acceso a las páginas de Wikimedia se encontraba bloqueado en la China continental, el buscador de Internet Baidu, uno de los más populares en la China continental, lanzó una enciclopedia en línea cuyos artículos pueden ser editados por usuarios registrados. El nombre de esta enciclopedia es Bǎidù Bǎikē (百度百科), nombre a veces traducido al español y a otras lenguas europeas como baidupedia, pues combina el nombre del buscador, bǎidù (百度, "cien grados"), con el término bǎikē (百科), que forma parte de la palabra china para "enciclopedia".
El proceso de edición de Bǎidù Bǎikē es muy diferente al de Wikipedia, ya que las ediciones deben ser revisadas por administradores del sistema antes de que sean incorporadas al texto de los artículos. El sistema no es, por ello, un sistema wiki.
Bǎidù Bǎikē fue puesta en marcha el 20 de abril de 2006, y en pocos días superó el número de artículos de Wikipedia en chino. Muchos usuarios chinos de Wikipedia han acusado a Bǎidù Bǎikē de copiar artículos enteros de Wikipedia sin reconocer el origen del texto, en violación de la licencia GFDL. Además, en los artículos de Bǎidù Bǎikē es difícil encontrar menciones a temas controvertidos, y el sistema se vuelve automáticamente inaccesible cuando se hacen búsquedas de términos como "democracia" o "Falun Gong". Esto último ha sido también confirmado por usuarios fuera de China.